# Action mutante
Pour plus de détails, voir Fiche technique et Distribution.
Action mutante (Acción mutante) est un film espagnol réalisé par Álex de la Iglesia, sorti en 1993.

## Synopsis
En 2012, la société a exclu les handicapés et autres personnes physiquement disgracieuses. Le groupe Action mutante, composé de ces marginaux et mené par Ramón, décide de se rebeller en enlevant Patricia, la fille de l'industriel Orujo.

## Fiche technique
- Titre : Action mutante
- Titre original : Acción mutante
- Réalisation : Álex de la Iglesia
- Scénario : Jorge Guerricaechevarría et Álex de la Iglesia
- Production : Agustín Almodóvar, Pedro Almodóvar et Esther García
- Budget : 2,5 millions de dollars
- Musique : Def Con Dos
- Photographie : Carles Gusi
- Montage : Pablo Blanco
- Décors : José Luis Arrizabalaga et Arturo García Biaffra
- Pays d'origine : Espagne, France
- Format : Couleurs - 2,35:1 - Dolby Surround - 35 mm
- Genre : Science-fiction et comédie noire
- Durée : 95 minutes
- Dates de sortie : 3 février 1993 (Espagne), 1er décembre 1993 (France)
- Film interdit aux moins de 12 ans lors de sa sortie en France

## Distribution
- Antonio Resines (VF : Richard Darbois) : Ramón Yarritu
- Álex Angulo (VF : Gilbert Lévy) : Alex Abadie
- Frédérique Feder : Patricia Orujo, la mariée
- Juan Viadas (VF : Roland Timsit) : Juan Abadie
- Karra Elejalde (VF : Philippe Peythieu) : José Óscar 'Manitas' Tellería
- Saturnino García (VF : Pierre Baton) : César 'Quimicefa' Ravenstein
- Fernando Guillén (VF : Claude Joseph) : le sinistre Orujo
- Jaime Blanch (VF : Mario Santini) : le présentateur fou
- Ramon Barea (VF : Gérard Berner) : l'ermite aveugle dans la montagne
- Ion Gabella : Jose 'Chepa' Montero, le bossu damné
- Bibiana Fernández : invité de luxe
- Rossy de Palma : invité de luxe
- Enrique San Francisco (VF : Daniel Lafourcade) : Luis María de Ostalaza, le marié outragé
- Féodor Atkine (VF : lui-même) : Kaufmann
- Felipe Vélez : García
- Francisco Maestre : le grand-père

## Récompenses
- Le film remporta trois Goyas en 1993 : meilleurs effets spéciaux, meilleur maquillage et meilleure direction de production.
- Nomination au Grand Prix lors du Festival international du film fantastique d'Avoriaz 1993.
- Nomination au Prix du meilleur film lors du Festival du film de Bogota 1993.